# Distretto di Reyhanlı
Il distretto di Reyhanlı (in turco Reyhanlı ilçesi) è uno dei distretti della provincia di Hatay, in Turchia.